# ألبرتا نيكولز
ألبرتا نيكولز (بالإنجليزية: Alberta Nichols)‏ هي كاتبة أغاني وملحنة أمريكية، ولدت في 3 ديسمبر 1898 في لينكولن في الولايات المتحدة، وتوفيت في 4 فبراير 1957 في هوليوود في الولايات المتحدة.

## وصلات خارجية
- ألبرتا نيكولز على موقع ميوزك برينز (الإنجليزية)
- ألبرتا نيكولز على موقع قاعدة بيانات برودواي على الإنترنت (الإنجليزية)